# 我只要我们在一起
《我只要我们在一起》（英語：Just Call To Say I Love You），中国大陆爱情片，导演晏菲，主演杨恭如、唐文龙、迟帅、周岭南。

## 剧情
该片讲述“柯敏”、“李沐”、“沈阔”、“秦素”两对情侣的爱情故事。电台主播柯敏（杨恭如 饰）聪敏睿智，主持一档很受欢迎的深夜情感互动节目，为那些被爱情和生活困扰的都市白领一族提供心灵援助。李沐（唐文龙 饰）是一家公司的老板，事业有成，和柯敏幸福地生活在一起，家庭美满。沈阔（迟帅 饰）饰柯敏忠实的电台听众，秦素（周岭南 饰）是李沐公司的员工，两人是一对从大学校园走来的恩爱情侣，满满的校园甜蜜点滴回忆。没想到，沈阔一通打给电台的连线电话，让“在一起”滑向漩涡：当校园爱情碰上职场，甜蜜的爱人是否还在一起？当恩爱夫妻遇到背叛，美满的眷侣是否还在一起？电台情歌依然回荡在城市上空，漫漫人生路，爱情会赋予有情人在一起的信念与能量。

## 演出
- 杨恭如 出演 柯敏
- 唐文龙 出演 李沐
- 迟帅 出演 沈阔
- 周岭南 出演 秦素